# 神代勝利
神代 勝利（くましろ かつとし）は、戦国時代の武将。少弐氏の家臣。

## 略歴
神代氏は、武内宿禰の後裔とされ、高良大社の大宮司である物部氏から分かれた、かつては熊代と書いたのを神代に改め、高良大社の大宮司を務めた名族。父の代に没落し、肥前の千布村に流れ着いた。幼い頃は、千葉興常に養われる。同じ千葉興常の家臣であった江原石見守が、足に水を浸していると龍になったという夢（または、体が巨大化し北山を枕に南海に足を浸すという夢）を見た際、これが吉か凶かを勝利に問う。勝利は、それは凶夢だが人に売れば吉夢となると虚言を述べ、それを金の笄を与えて買い取って以後、武勇に優れて数々の武功を挙げたという（江原石見守は後に勝利の家臣となる）。
その後、三瀬城主・野田宗利（三瀬宗利とも）に請われてその剣術師範となり、やがて弟子は500名に達する。三瀬を含む山内（神埼市・佐賀市・小城市の北部の山地一帯）の豪族らは、山内二十六ヶ山（山内を治める26の豪族の意）を束ねる人物を求めていたのであるが、野田宗利らが勝利をそれに推挙したため、二十六ヶ山の総領となった。ちなみに、天文17年（1548年）頃は「武辺（もののべ）氏」とも称していた。

### 龍造寺との対立
天文14年（1545年）、少弐冬尚が龍造寺一族を謀殺する際に、馬場頼周と共に、冬尚に弁明に向かう最中である龍造寺周家、家泰、頼純を500余騎で取り囲んで殺害した。土橋栄益が龍造寺隆信の失脚を謀った際にも村中城攻めに協力している。天文22年（1553年）に龍造寺隆信が蟄居先である柳川から挙兵、勝利は八戸宗暘の八戸城へ入り防戦するも、打ち負けて隆信と和睦し自領である山内へ退いた。だが、隆信とは弘治元年（1555年）に再び対立、勝利は龍造寺領の諸所へ放火するなど抵抗を続ける。隆信家臣・小河信安は龍造寺家の障壁たる勝利を排除すべく、勝利の千布城の湯殿に忍び込んで暗殺を謀った。折りしも、勝利は酒宴中であり、不審者を発見した女中が焦って注進すると、「そのような者は小河筑前しかおらぬまい。こちらに呼べ」と言い、共に酒を酌み交わした。

### 敗戦と復帰
弘治2年（1556年）9月5日、龍造寺軍は多勢で山内へ攻め込む。勝利は猛攻を支えきれず、筑前国の原田隆種の元に落ち延びた。しかし、永禄元年（1558年:弘治3年説あり）山内復帰の軍を起こし、1月1日の払暁に自身の旧領に置かれていた龍造寺家の代官を攻撃、元日という事で油断していた敵勢を討ち取り三瀬城を奪還、山内復帰を果たす。この時、三瀬城のある山内の人々は勝利の復帰を大変喜んだという。同年9月、春日山城を攻め、その城兵を多数討ち取る。春日山城には小河信安の一族が入っており、信安は一族の仇を奉ずるべく10月15日に春日山へ出陣していたのであるが、翌日に自ら斥候となっていた勝利と、一人先行していた信安が偶然山中で出逢い一騎討ちとなると、勝利は信安を討ち取るに至った。その後、信安を追って来た小河勢および隆信の佐嘉勢と鉄布峠で交戦、勝利近習で薩摩国の伊集院氏の一族である伊集院阿含坊（福島阿含坊とも）の鉄砲による活躍もあり、石井兼清らを討ち取って勝利は隆信勢に大勝した。
同年11月、龍造寺家は勝利および江上武種の意を挫くべく、その当主たる少弐氏殲滅を企図する。勝利は小田政光と戦い、これを討ち取った。しかし小田勢の猛攻により損耗甚だしく、止む無く三瀬城へ退いた。その間に龍造寺勢は少弐家の勢福寺城を攻囲、12月3日に一旦和睦に至るも、翌年に再び攻められ冬尚は自害した。

### 敗戦と復帰、再び
永禄4年（1561年）9月、隆信は勝利に対して、河上の地にて雌雄を決しようとの挑戦状を送りつける。勝利はこれを容れ、9月13日に7,000騎を率いて出陣したが、裏切者が出て三男・周利が刺殺され、その陣が瓦解した。これにより危難に陥った次男・種良が討ち死に、長男・長良を逃すべく奮戦した江原石見守も捕えられて処されるなど味方が悉く討ち負け、勝利は妻子と共に波佐見へ逃れて浪人する（川上峡合戦）。だが、山内に残った家臣・中村壱岐守の手引きで再び山内に復帰を果たす。永禄5年（1562年）、納富信景の仲介により、長良の娘と隆信の三男家信の婚儀を約して和睦、勝利は畑瀬の山中に城を構え隠棲、その3年後に膈（胃の周辺）の病を得て死去。
勝利死去からすぐの同年4月、長良の二人の子が疱瘡を患い病死したのであるが、神代氏の度重なる不幸を知った隆信は、これを好機と千布城を攻め長良らを追い落す。長良は大友氏に属して度々隆信と対立した後、元亀2年（1571年）に龍造寺家臣となると、小河信俊の息子の家良を養子とし、以後子孫は川久保鍋島氏として幕末を迎えた。小河信俊は鍋島直茂の弟と言われる。

## ノーヤ節
弘治元年（1555年）2月、神代勝利は龍造寺隆信と多布施館にて和睦のために会見した。その際、隆信は勝利を毒殺しようと謀ったが、勝利近臣の馬場四郎左衛門の機転で事なきを得る。その帰り際、勝利は隆信の愛馬に飛び乗ると即興で以下の歌を歌い、隆信らが呆気に取られる中を、勝利は意気揚々と引き上げた。
- 「おどま山からじゃっけんノーヤ、お言葉も知らぬヨウ、あとで御評判な頼みます」[3]

この歌は以降「ノーヤ節」と呼ばれ、山内の宴席ではこれが出ないと場が盛り上がらないとまで言われたが、現在では歌える人もいなくなったという。